# Horizocerus hartlaubi
Il buceretto di Hartlaub (Horizocerus hartlaubi (Gould, 1861)), che deve il nome allo zoologo tedesco Gustav Hartlaub, è un uccello della famiglia dei Bucerotidi originario dell'Africa occidentale e centrale.

## Descrizione

### Dimensioni
Misura 32 cm di lunghezza, per un peso di 96,6-135 g nel maschio e di 83,4 g nella femmina.

### Aspetto
Questo piccolo bucero quasi interamente nero presenta un grande sopracciglio bianco che corre fino alla nuca. La coda ha la punta bianca, visibile soprattutto a livello delle timoniere esterne. Il becco è scuro con una macchia rossa alla sua estremità. Nel maschio della sottospecie nominale, il casco raggiunge circa la metà del becco. La pelle nuda orbitale è nerastra, l'iride bruno-rossastra con bordi grigi. La pelle che ricopre la gola è color carne. La femmina, oltre ad essere più piccola, ha un casco di dimensioni più ridotte ed è priva della macchia rossa sul becco. I giovani sono simili alla femmina adulta. La sottospecie granti presenta dei margini bianchi sulle copritrici alari e ha il casco rosso.

## Biologia
I buceretti di Hartlaub non sono particolarmente gregari e vivono generalmente in coppia. Sono sedentari e adottano un comportamento territoriale durante tutto l'anno. Cercano il cibo principalmente ad un'altezza compresa tra 20 e 45 metri, operando frequenti incursioni nel fogliame per catturare le prede, spesso spigolandole dalla superficie inferiore delle foglie. Inseguono anche gli insetti in volo o talvolta effettuano un breve volo stazionario. In alcuni casi seguono i branchi di scimmie o, quando sono a terra, le colonne di formiche razziatrici, catturando gli insetti intimoriti dalla loro presenza.

### Alimentazione
I buceretti di Hartlaub si nutrono principalmente di insetti, in particolare di grossi coleotteri e di cavallette, pur non disdegnando quelli di piccola taglia, come i bruchi. Mangiano anche grossi ragni, piccole lucertole e, raramente, frutta. La parte vegetale del menu rappresenta veramente una percentuale quasi irrilevante.

### Riproduzione
Le abitudini riproduttive sono poco conosciute. In Africa occidentale non esiste una vera e propria stagione degli amori e sono stati rinvenuti nidi a febbraio, a giugno, ma principalmente da ottobre a dicembre. In Africa centrale la stagione di nidificazione è più regolare e continua, protraendosi da giugno a dicembre. Il nido è collocato nella cavità naturale di un ramo o di un tronco, tra 9 e 35 metri di altezza dal suolo, del quale la femmina stessa si preoccupa di sigillare l'ingresso. La covata comprende probabilmente fino a 4 uova. Il maschio si occupa di portare il nutrimento a compagna e prole, compito relativamente noioso, dal momento che trasporta solamente un solo «articolo» alla volta nel becco. La femmina emerge dalla cavità prima dei pulcini e quindi aiuta il maschio a nutrire la covata. Al momento dell'involo arrivano generalmente da 1 a 3 giovani.

## Distribuzione e habitat
I buceretti di Hartlaub sono originari dell'Africa equatoriale e sub-equatoriale. Vivono nelle foreste sempreverdi di alberi d'alto fusto e nelle foreste a galleria e frequentano i rami più alti dello strato arboreo subito sotto alla canopia. Apprezzano particolarmente le liane e i posatoi di diametro ridotto. Nelle foreste secondarie si incontrano solo raramente.

## Tassonomia
Vengono riconosciute due sottospecie:
- H. h. hartlaubi (Gould, 1861), diffusa dalle regioni meridionali di Sierra Leone e Guinea fino al Camerun meridionale e alla Repubblica Centrafricana sud-occidentale ad est e al Gabon e alla Repubblica del Congo a sud;
- H. h. granti (Hartert, 1895), diffusa nelle regioni centro-orientali della Repubblica del Congo e nella Repubblica Democratica del Congo fino alle regioni occidentali di Sudan del Sud e Uganda ad est e all'Angola nord-occidentale (Cabinda) a sud.

Ultimamente gli studiosi tendono a considerare entrambe le sottospecie come specie distinte.

## Conservazione
La specie non è complessivamente minacciata. Trattandosi di un bucero relativamente riservato e dal comportamento discreto, i suoi effettivi sono spesso sottovalutati, ma è probabilmente abbastanza comune. Le sue dimensioni ridotte e l'esigenza di un territorio di 25 ettari per coppia garantiscono alla specie di raggiungere densità ragionevoli. Sfortunatamente, vive soltanto nelle foreste assolutamente inviolate ed è sensibile al minimo degrado del suo habitat.